# 宮本村 (山梨県)
宮本村（みやもとむら）は山梨県中巨摩郡にあった村。現在の甲府市北端、荒川上流域にあたる。

## 地理
- 山：太刀岡山、黒富士、八幡山、金峰山、鉄山、朝日岳、倉沢山
- 河川：荒川

## 歴史
- 1874年（明治7年）8月 - 巨摩郡猪狩村・高町村・御岳村・草鹿沢村・黒平村が合併して宮本村となる。
- 1878年（明治11年）7月22日 - 郡区町村編制法の施行により、宮本村が中巨摩郡の所属となる。
- 1880年（明治13年）6月1日 - 御嶽郵便局開局。
- 1884年（明治17年）9月 - 宮本村戸長役場を設置。
- 1889年（明治22年）7月1日 - 町村制の施行により、宮本村が単独で自治体を形成。御嶽2352番地に宮本村役場を設置。
- 1891年（明治24年）5月20日 - 宮本村役場が御嶽2130番地に移転。
- 1921年（大正10年）3月25日 - 宮本村役場が焼失。
- 1922年（大正11年） - 宮本村役場が竣工。
- 1950年（昭和25年）8月22日 - 宮本村役場を御嶽2359番地に新築移転。
- 1954年（昭和29年）10月17日 - 甲府市に編入。同日宮本村廃止。

## 名所・旧跡・観光スポット・祭事・催事
- 金櫻神社